# Aulo Junio Rufino
Aulo Junio Rufino  fue un senador romano que desarrolló su cursus honorum a mediados del siglo II bajo los imperios de Adriano y Antonino Pío.

## Familia
Era hermano de Marco Junio Rufino Sabiniano, consul ordinarius en 155, también bajo Antonino Pío.

## Carrera pública
En 153 fue consul ordinarius  y, más tarde, hacia 169/170 fue procónsul de Asia.

## Descendencia
Su hija fue Pomponia Triaria, quien contrajo matrimonio con Cayo Erucio Claro, consul ordinarius en 170 bajo Marco Aurelio.